# Premis ATV 2004
Els VII Premis ATV corresponents a 2004 foren entregats per l'Acadèmia de les Ciències i les Arts de Televisió d'Espanya el 29 d'abril de 2005 en una gala celebrada al Palacio de Congresos (Campo de las Naciones) de Madrid i retransmesa per TVE. Fou presentada, entre d'altres, per Tito Valverde, Carmen Sevilla, Andreu Buenafuente i Constantino Romero. Hi van actuar las Supremas de Móstoles, Santa Justa Klan i UPA Dance. La gala va tenir una audiència molt pobra (1.350.000 espectadors, l'11,30 % de la quota de pantalla), segons sembla degut al descontrol de la gala, del que l'ACATE en responsabilitzà a TVE.

## Guardonats
| Categoria                                 | Programa                               | Persona                     | Resultat   |
| ----------------------------------------- | -------------------------------------- | --------------------------- | ---------- |
| Interpretació Masculina                   | Aquí no hay quien viva                 | Luis Merlo                  | Guanyador  |
| Interpretació Masculina                   | Aquí no hay quien viva                 | Fernando Tejero             | Nominat    |
| Interpretació Masculina                   | Cuéntame cómo pasó                     | Imanol Arias                | Nominat    |
| Interpretació Femenina                    | Aquí no hay quien viva                 | Malena Alterio              | Guanyadora |
| Interpretació Femenina                    | Cuéntame cómo pasó                     | Ana Duato                   | Nominada   |
| Interpretació Femenina                    | 7 vidas                                | Carmen Machi                | Nominada   |
| Comunicador de Programes d'Entreteniment  | Una altra cosa                         | Andreu Buenafuente          | Guanyador  |
| Comunicador de Programes d'Entreteniment  | Karlos Arguiñano en tu cocina          | Karlos Arguiñano            | Nominat    |
| Comunicador de Programes d'Entreteniment  | Gran Hermano VIP: El desafío i Allá tú | Jesús Vázquez               | Nominat    |
| Comunicadora de Programes d'Entreteniment | Dos Rombos                             | Lorena Berdún               | Guanyadora |
| Comunicadora de Programes d'Entreteniment | Las cerezas                            | Julia Otero                 | Nominada   |
| Comunicadora de Programes d'Entreteniment | Pasapalabra                            | Silvia Jato                 | Nominada   |
| Comunicador de Programes Informatius      | Antena 3 Noticias                      | Matías Prats                | Guanyador  |
| Comunicador de Programes Informatius      | Informativos Telecinco                 | Hilario Pino                | Nominat    |
| Comunicador de Programes Informatius      | Telediario                             | Lorenzo Milá                | Nominat    |
| Comunicadora de Programes Informatius     | Telediario                             | Ana Blanco                  | Guanyadora |
| Comunicadora de Programes Informatius     | Informativos Telecinco                 | Àngels Barceló              | Nominada   |
| Comunicadora de Programes Informatius     | La mirada crítica                      | Montserrat Domínguez        | Nominada   |
| Programa de Ficció                        | Aquí no hay quien viva                 | Aquí no hay quien viva      | Guanyador  |
| Programa de Ficció                        | 7 vidas                                | 7 vidas                     | Nominat    |
| Programa de Ficció                        | Cuéntame cómo pasó                     | Cuéntame cómo pasó          | Nominat    |
| Programa d'Entreteniment                  | Homo Zapping                           | Homo Zapping                | Guanyador  |
| Programa d'Entreteniment                  | Dos Rombos                             | Dos Rombos                  | Nominat    |
| Programa d'Entreteniment                  | Juan y José Show                       | Juan y José Show            | Nominat    |
| Programa Informatiu                       | Madrid directo                         | Madrid directo              | Guanyador  |
| Programa Informatiu                       | 59 segundos                            | 59 segundos                 | Nominat    |
| Programa Informatiu                       | Informe semanal                        | Informe semanal             | Nominat    |
| Programa Infantil                         | Los Lunnis                             | Los Lunnis                  | Guanyador  |
| Programa Infantil                         | Art Attack                             | Art Attack                  | Nominat    |
| Programa Documental                       | Al filo de lo imposible                | Al filo de lo imposible     | Guanyador  |
| Programa Autonòmic d'Entreteniment        | Vaya semanita                          | Vaya semanita               | Guanyador  |
| Programa Autonòmic d'Entreteniment        | Madrid no duerme ¡De cine!             | Madrid no duerme ¡De cine!  | Nominat    |
| Programa Autonòmic Informatiu             | Buenos días, Madrid                    | Buenos días, Madrid         | Guanyador  |
| TV Movie                                  | De Colores                             | De Colores                  | Guanyador  |
| TV Movie                                  | Rapados                                | Rapados                     | Nominat    |
| TV Movie                                  | Les Parents terribles                  | Les Parents terribles       | Nominat    |
| Direcció                                  | Las noticias del guiñol                | Las noticias del guiñol     | Guanyador  |
| Direcció                                  | Aquí no hay quien viva                 | Aquí no hay quien viva      | Nominat    |
| Realització                               | Cuéntame cómo pasó                     | Cuéntame cómo pasó          | Guanyador  |
| Producció                                 | Operatiu JJ.OO. d'Atenes               | Operatiu JJ.OO. d'Atenes    | Guanyador  |
| Producció                                 | Aquí no hay quien viva                 | Aquí no hay quien viva      | Nominat    |
| Producció                                 | Cuéntame cómo pasó                     | Cuéntame cómo pasó          | Nominat    |
| Guió                                      | Aquí no hay quien viva                 | Aquí no hay quien viva      | Guanyador  |
| Guió                                      | 7 vidas                                | 7 vidas                     | Nominat    |
| Guió                                      | Homo Zapping                           | Homo Zapping                | Nominat    |
| Canal Temàtic                             | Canal de Historia                      | Canal de Historia           | Guanyador  |
| Premi Especial a tota una vida            | Miguel de la Quadra-Salcedo            | Miguel de la Quadra-Salcedo | Guanyador  |